# Oedura coggeri
Oedura coggeri är en ödleart som beskrevs av Bustard 1966. Oedura coggeri ingår i släktet Oedura och familjen geckoödlor. Inga underarter finns listade i Catalogue of Life.
Arten förekommer i norra Queensland i Australien. Honor lägger ägg. Ödlan vistas i ganska torra skogar med klippig grund. Landskapet är lite kullig. Exemplaren vilar under träbitar som ligger på marken eller under lösa barkskivor.
För beståndet är inga hot kända. Hela populationen anses vara stabil. IUCN listar arten som livskraftig (LC).